# Rudolf Spang
Rudolf Spang (* 25. April 1913 in Schussenried; † 2. April 2017 in Fürth) war ein deutscher Jurist und Diplomat.

## Leben
Nach dem Abitur studierte Spang Volkswirtschaftslehre und Rechtswissenschaft an den Universitäten in München, Hamburg und Tübingen. Seit 1933 war er Mitglied der katholischen Studentenverbindung KDStV Aenania München. Er bestand beide juristischen Staatsexamen, legte 1947 seine Promotion zum Doktor der Rechte mit der Dissertation zum Thema Der Kampf mit strafrechtlichen Mitteln gegen Landstreicher und Bettler in der geschichtlichen Entwicklung und im gegenwärtigen Stande ab und bestand die Prüfung als Diplom-Volkswirt. Im Anschluss an sein Studium trat er in den Staatsdienst ein und arbeitete zunächst bei der Staatsanwaltschaft in Ellwangen (Jagst). Später wechselte er ins Finanzministerium Baden-Württemberg, wo er eine Tätigkeit als Persönlicher Referent des Ministers aufnahm und als Referent für Bundesangelegenheiten sowie für die finanziellen Beziehungen zwischen Bund und Ländern agierte. In dieser Funktion wurde er 1948 zum Regierungsrat, 1951 zum Oberregierungsrat und 1954 zum Regierungsdirektor ernannt.
Spang wechselte 1956 als Vortragender Legationsrat Erster Klasse ins Auswärtige Amt und übernahm dort die Leitung des Haushaltsreferates. Ab 1961 war er als Generalkonsul in Basel tätig, ehe er 1964 als Botschaftsrat Erster Klasse zum Ständigen Vertreter des Botschafters nach Santiago de Chile berufen wurde. 1970 wurde er dann als Ministerialdirigent Leiter der Personalabteilung des Auswärtigen Amtes. Vom 7. Dezember 1973 bis zu seinem Eintritt in den Ruhestand 1978 übernahm er die Funktion als Botschafter in Venezuela. Rudolf Spang verstarb am 2. April 2017 in Fürth.

## Ehrungen und Auszeichnungen
In Anerkennung seiner Verdienste um die Bundesrepublik Deutschland wurde Spang 1969 das Bundesverdienstkreuz 1. Klasse verliehen. Darüber hinaus ist er Inhaber des Verdienstordens “Bernardo O’Higgins” im Grade eines „Comendador“, das ihm 1970 von der Republik Chile u. a. für den erfolgreichen Ausbau der deutsch-chilenischen Beziehungen verliehen wurde. 1972 wurde er zum Kommandeur des königlich schwedischen Nordsternorden ernannt, unter Verleihung des Komturkreuzes 1. Klasse. Nach Abschluss seiner Tätigkeit in Caracas, wurde er von der Republik Venezuela mit dem Großkreuz des „Orden del Libertador“  ausgezeichnet.